# Potamoi
Potamoi „Řeky“, starořecky Ποταμοί, jsou v řecké mytologii říční bohové, synové Ókeana a Tethydy a bratři Ókeanid, jež jsou bohyněmi pramenů. Kromě nich znala řecká mytologie dalších druh božstev řek a pramenů – Potamides, náležející mezi vodní nymfy zvané najády. Podle Filostratových Eikones jsou najády dcerami Potamoi.
O mnohých z Potamoi se vyprávěly různé mýty: například Brychón stál na straně Gigantů v jejich boji proti olympských bohům, Hydaspés bojoval s Dionýsem, Asterión, Inachos a Kéfísos zase s Poseidónem, jež je potrestal vyschnutím. Skamander se pokoušel zabít Achillea, jež ho urazil, Achelóos zase neúspěšně soupeřil s Héraklem o ruky Déianeiry.
Potamoi byli zobrazováni třemi způsoby: jako býci s lidskou hlavou, muži s rohy býka a rybím ocasem nebo jako ležící muži s džbánem vody v rukou.